# Кузнецов, Николай Александрович (Герой Социалистического Труда, 1905)
Никола́й Алекса́ндрович Кузнецо́в (14 октября 1905, дер. Солонское, Нижегородская губерния — 30 июля 1986).

## Биография
Рано потерял мать, воспитывался и рос у тётки, батрачил. В 1917—1922 гг. работал на металлобрабатывающем заводе в Ворсме, затем работал по ллинии потребительской кооперации. С 1936 г. в родной деревне возглавил Солонскую сельскохозяйственную артель «Крестьянин». Ввёл режим жёсткой экономии и поиска новых ресурсов, в результате чего в хозяйстве появились коровы-«рекордистки» (по 4500-5000 л молока в год). 1939 г. вступил в ВКП (б).
В 1941 г. был призван на фронт, в боях Великой Отечественной войны был ранен, лечился в госпиталях на Урале. Участвовал в спецоперации по переселению немцев Поволжья. В 1943 г. демобилизован по состоянию здоровья, вернулся домой, вновь возглавил колхоз «Крестьянин» и руководил им до 1971 гг. работал председателем колхоза «Крестьянин». Был положительно отмечен в выступлении Н. С. Хрущёва в Горьком 8 апреля 1957 г. Указом Президиума Верховного Совета СССР от 12 марта 1958 г. за выдающиеся успехи, достигнутые в работе по увеличению производства и сдачи государству сельскохозяйственных продуктов Кузнецову Николаю Александровичу было присвоено звание Героя Социалистического Труда с вручением ордена Ленина и золотой медали «Серп и Молот». Тем же Указом звание Героя Социалистического Труда с вручением ордена Ленина и золотой медали «Серп и Молот» было присвоено доярке колхоза «Крестьянин» Александре Ивановне Коротковой. Из восьми Героев Социалистического Труда в Богородском районе колхоз «Крестьянин» дал трёх (самое большое число). В 1940-е и в 1950-е гг. в состав колхоза были включены ряд соседних нерентабельных колхозов. Н. А. Кузнецов был делегатом XXI съезда КПСС. С 1972 г. — на пенсии.
Избирался депутатом Горьковского областного Совета народных депутатов, членом областного комитета КПСС, членом Богородского горкома КПСС (1948—1971).
Похоронен в Солонском.

### Семья
Первая жена: Таисия Григорьевна (1907—1963)
Вторая жена: Антонина Васильевна Малышева (ум. в конце 1990-х гг.)
Дети: дочери Валентина (ум. 2018) и Вера, сыновья Владимир (1936—1993) и Александр (21.09.1945 — 26.03.2019)

## Награды
- Медаль «Серп и Молот» Героя Социалистического Труда (12.3.1958)
- Орден Ленина (12.3.1958)
- Орден «Знак Почёта»
- Орден Дружбы народов[источник не указан 3726 дней]
- медаль «За оборону Москвы»
- медаль «За трудовую доблесть».